# Sivas (film)
Sivas è un film del 2014 diretto da Kaan Müjdeci.
Ha vinto il Premio speciale della giuria alla 71ª Mostra internazionale d'arte cinematografica di Venezia.